# Westumgehung Vilnius

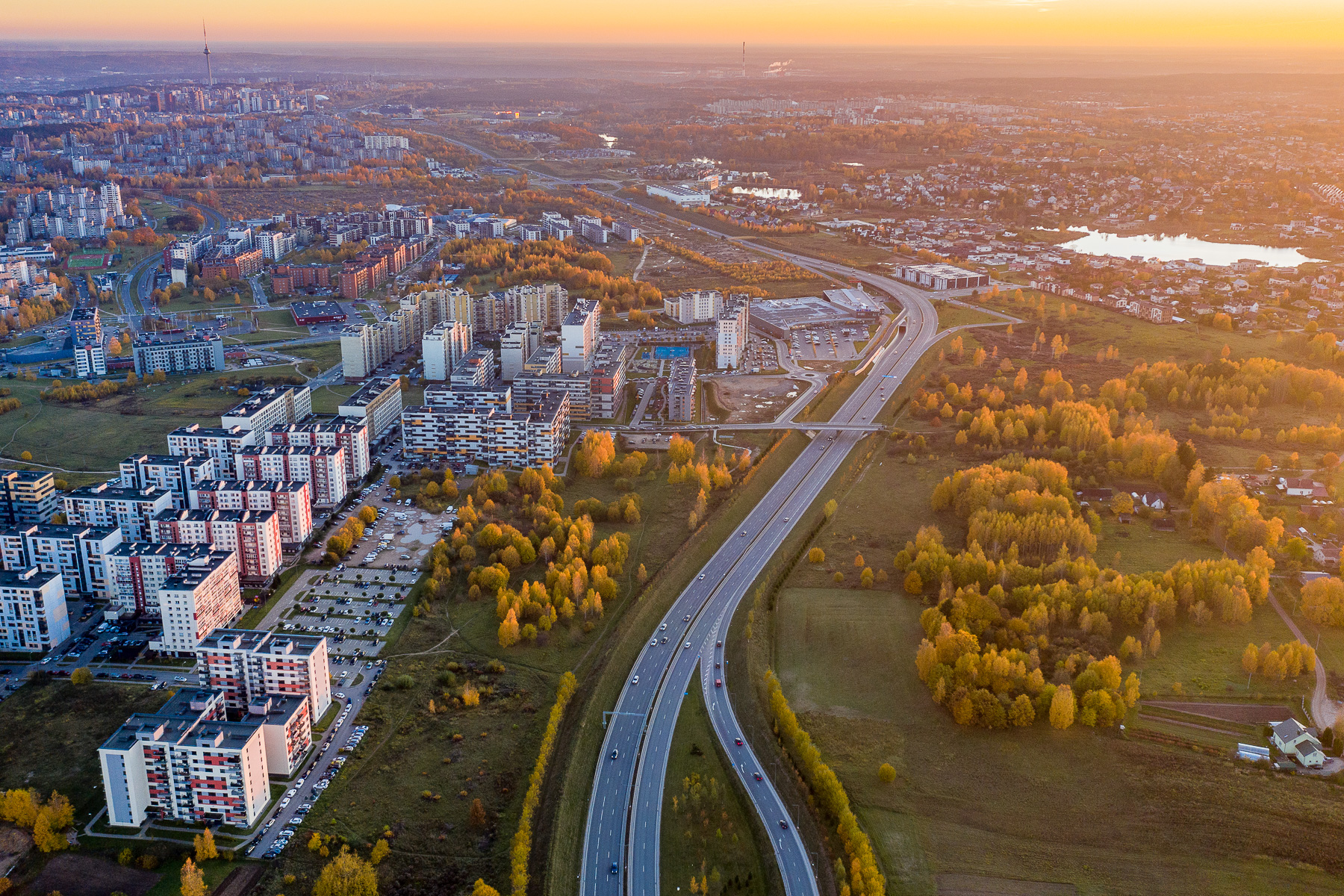
Ortsumgehung bei A2

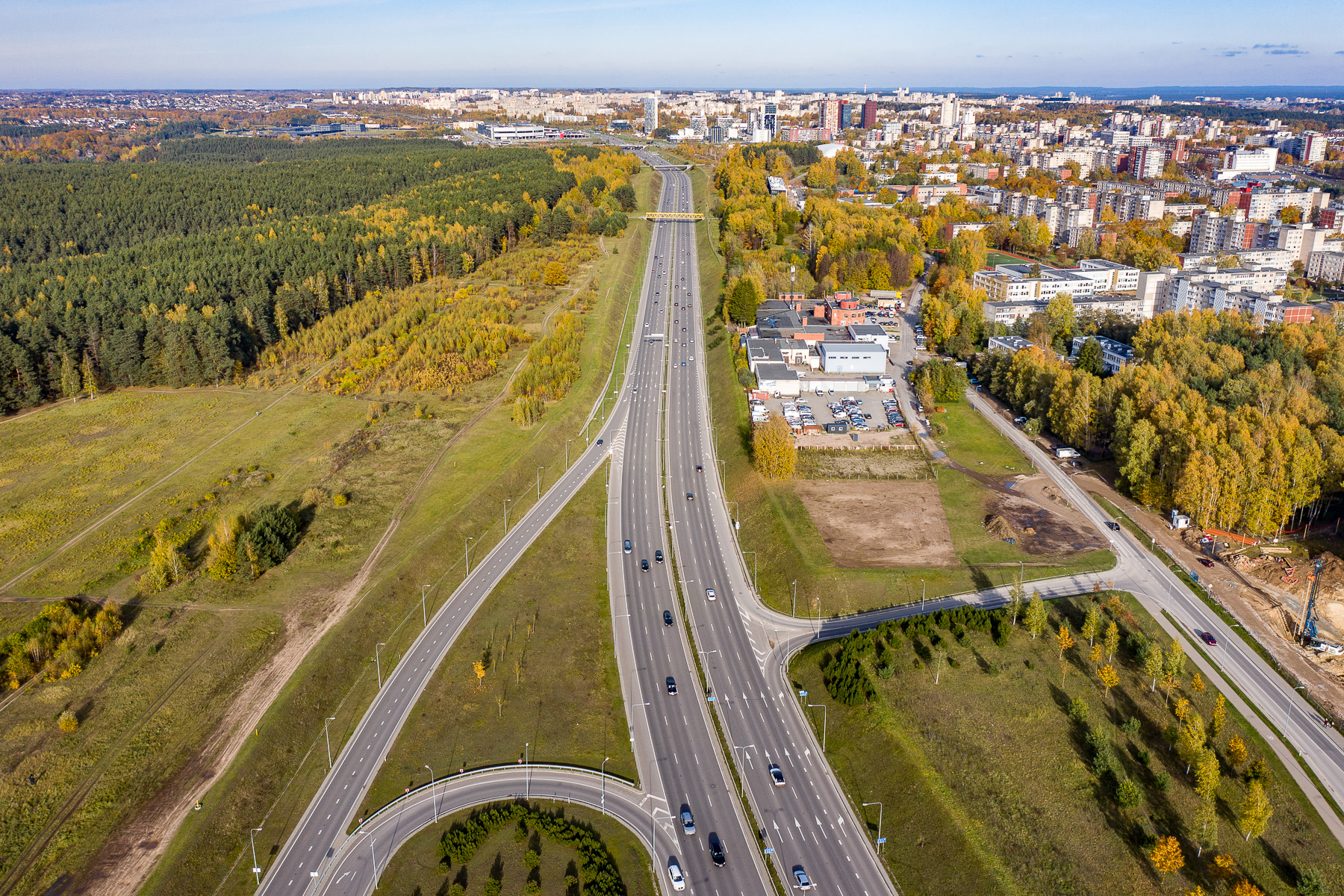
Ortsumgehung bei Karoliniškės

Die Westumgehung von Vilnius (lit. Vilniaus vakarinis aplinkkelis) ist eine Umgehungsstraße in der litauischen Hauptstadt Vilnius in den Stadtteilen Lazdynai, Karoliniškės, Justiniškės, Pašilaičiai, Viršuliškės und Pilaitė. Die Ortsumgehung wurde am 20. Dezember 2016 fertiggestellt. Sie verbindet die Oslo-Straße im Süden mit der Ukmergės plentas im Norden der Stadt. Die Umgehungsstraße ist Teil der Autobahn A2 (Vilnius-Panevėžys) und Europastraße 272 (Vilnius-Panevėžys-Šiauliai-Palanga-Klaipėda).

## Geschichte
Die erste Phase  wurde 2008 begonnen und am 27. Januar 2011 abgeschlossen. Damals erfolgte ein Anschluss an das transeuropäische Netz (Wiederaufbau der Brücke Lazdynai und der Oslo-Straße (Phase Ia), Bau des Teils der Ringstraße von der Oslo- bis zur L.-Asanavičiūtė-Straße in Karoliniškės).
Die zweite  Phase wurde  im Juni 2011 begonnen und am 29. November 2013 abgeschlossen. Der Anschluss an das transeuropäische Netz erfolgte über den Bau des Abschnitts der Umgehungsstraße von der Loreta-Asanavičiūtė-Straße bis zur Ozo-Straße.
Die dritte Phase begann am 27. Juli 2015 und wurde  am 20. Dezember 2016 abgeschlossen. Man baute den Abschnitt der Umgehungsstraße von der Ozo-Straße bis zur Ukmergės-Straße.